# Rolls-Royce Griffon
Rolls-Royce Griffon je britský kapalinou chlazený letecký vidlicový dvanáctiválec o objemu 36,695 litru, zkonstruovaný a vyráběný firmou Rolls-Royce Limited. V souladu se zvyklostí společnosti byl Griffon pojmenován podle dravce, v tomto případě supa bělohlavého (anglicky griffon vulture).

## Vznik a vývoj
První práce na vývoji motoru Griffon začaly v roce 1938. Vedle Fleet Air Arm (u FAA se nejprve dostal na Fairey Firefly) mělo na vývoji tohoto motoru zájem i Royal Air Force (mj. se počítalo s tím, že později bude novou pohonnou jednotkou Spitfirů). Protože tento nový motor také měl do budoucna nahrazovat motory Merlin v již existujících typech letadel (vedle Spitfiru posloužil i u námořního Seafiru), bylo nutné udržet jeho rozměry a čelní plochu pokud možno blízko již existujícímu Merlinu. Zejména zástavbová délka byla důležitým parametrem – dlouhý (a proti Merlinu nutně výrazně těžší) motor by vedl při zástavbě k problémům s centráží stroje. (Například dovažovat Spitfire množstvím balastu, aby s Griffonem nebyl „těžký na hlavu“, by stroj zcela znehodnotilo. Tedy, že by instalace Griffonu do draku Spitfiru byla v praxi vyloučena.) To vedle dalšího také vedlo k tomu, že byl přemístěn pohon vačkových hřídelů na čelo motoru, odvozen od reduktoru (zprvu byl i pohon veškerého vybavení – včetně náhonu kompresoru a skříně pohonů – také odvozen z čelní části motoru a výkon byl přenášen dlouhým torzním hřídelem). Prototypy a motory Griffon II zprvu těsně navazovaly na konstrukci závodních speciálů Rolls-Royce R (díky nim a závodním letounům, které zkonstruoval Reginald Joseph Mitchell, Britové definitivně získali Schneiderův pohár), ovšem sériové provedení Griffon IIB bylo koncepčně již výrazně odlišné od závodních speciálů. Samozřejmě, že na dokončení vývoje byl vyvíjen značný tlak, nicméně je nutné vzít v úvahu kdy začal vývoj motoru. Pokud si porovnáme dobu zahájení vývoje motoru Merlin či V-1710, uvidíme, že dokončení vývoje a zahájení sériové výroby v letech 1940–1941 bylo reálně naprosto nemožné (prototyp Merlinu prvně běžel na brzdě v roce 1933, první sériové motory Merlin I a II byly dodávány až v roce 1937 – zatímco Griffon se poprvé na brzdě rozběhl v roce 1939).
Griffon byl posledním z řady vidlicových dvanáctiválcových kapalinou chlazených leteckých motorů firmy Rolls-Royce, jeho výroba skončila v roce 1955 (šlo o motory pro letouny Shackleton). Motory Griffon v Royal Air Force zůstávají dodnes ve službě u letky RAF pojmenované Battle of Britain Memorial Flight, kde s nimi létá několik strojů Spitfire. Mimo to pohánějí jediný letuschopný letoun typu Shackleton M.R.3, který létá v Jižní Africe, původně létající v SAAF (byly zakoupeny ještě tehdejší Jihoafrickou unií, dolétaly v JAR roku 1984 – jde stroj sériového čísla 1722, známý jako Pelican 22).

## Použití
- Avro Shackleton
- Blackburn B-54 (dva ze tří prototypů)
- CAC CA-15
- Fairey Barracuda Mk.IV/V
- Fairey Firefly
- Hawker Fury (prototyp sériového čísla LA610 s motorem Griffon 85 a protiběžnými vrtulemi Rotol)
- Hawker Tempest Mk.III/IV (pouze dva prototypy)
- Martin-Baker M.B.5
- Supermarine Seafang
- Supermarine Seafire (pozdní varianty)
- Supermarine Seagull
- Supermarine Spiteful
- Supermarine Spitfire (pozdní varianty)

## Technické údaje motoru Griffon 65
Údaje dle Lumsden The Aeroplane

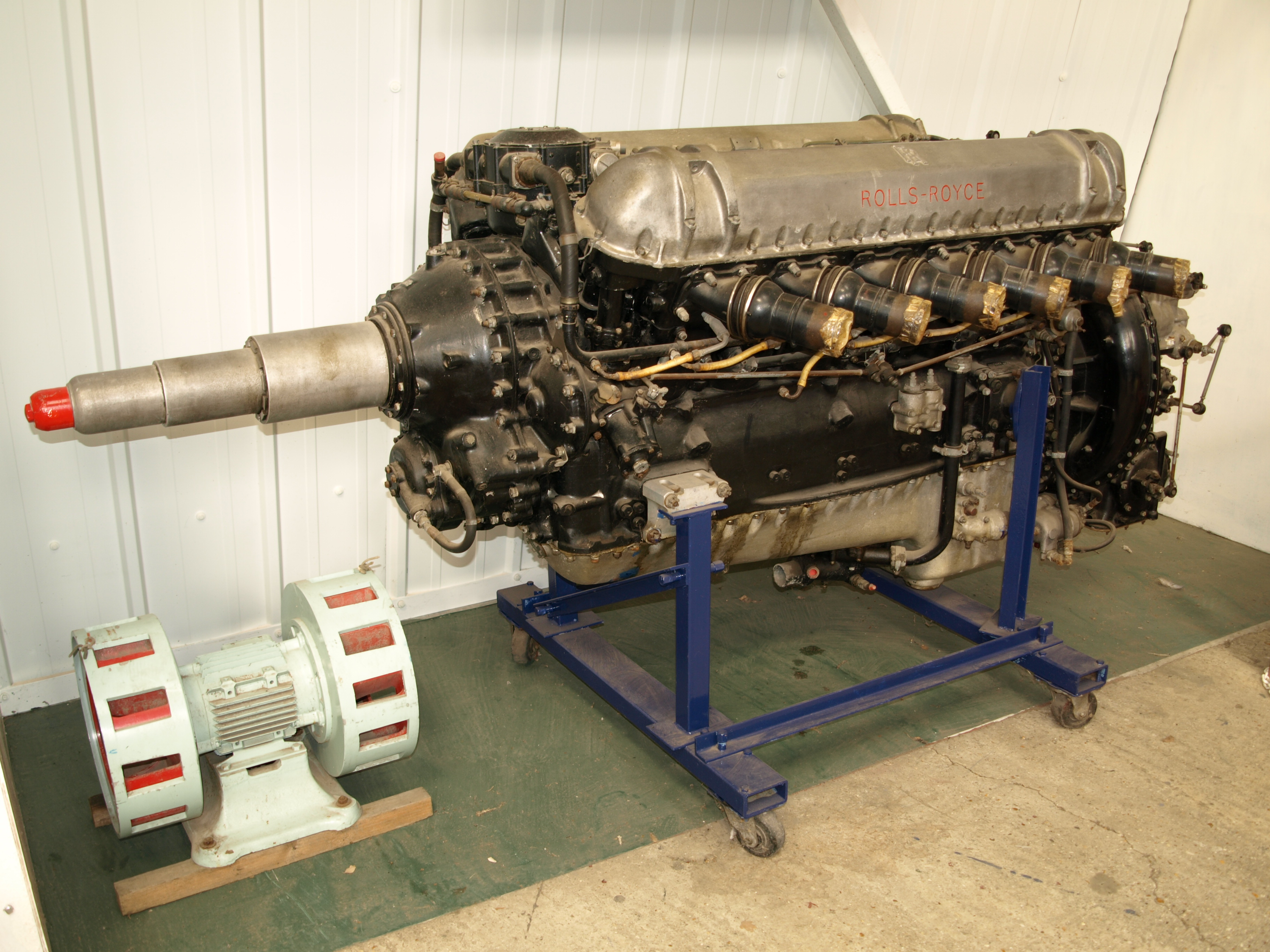
Rolls-Royce Griffon 58 ve sbírkách Shuttleworth Collection (2008)

Přeplňovaný kapalinou chlazený čtyřdobý zážehový vidlicový dvanáctiválec (řady válců svírají úhel 60°). Motor je opatřen reduktorem s převodem 1÷0,510. Přeplňování zajišťuje dvoustupňový dvourychlostní odstředivý kompresor s mezichladičem (v mezichladiči se snižuje teplota nasávané palivové směsi), mezichladič má samostatný chladicí okruh (v obou okruzích je směs 70 dílů vody a 30 dílů glykolu; v zimě se poměr mění na 55/45). Směs paliva se vzduchem připravuje automatický vertikální trojitý karburátor Rolls-Royce Bendix-Stromberg typu 9T-40-I. Zapalování zdvojené (v každém válci jsou dvě zapalovací svíčky), dvojité magneto B.T.H. CSH12-12S/4. Mazání motoru je tlakové oběžné, se suchou klikovou skříní (motor má jedno tlakové a dvě odsávací zubová čerpadla; převod pohonu čerpadel od klikového hřídele je 1,016÷1), provozní tlak oleje 3,1 až 4,14 baru. Vrtulový hřídel s unašečem S.B.A.C. No. 5. Směr otáčení vrtule (při pohledu zezadu) vlevo. Motor je vybaven startérem Plessey Coffman L5.
Předepsané palivo: etylizovaný letecký benzín 100/130 Grade (při zvýšeném plnicím tlaku bylo nutné použít etylizovaného paliva 100/150 Grade).
- Vrtání: 152,40 mm
- Zdvih: 167,64 mm
- Objem válců: 36,695 litru (2,239.32 cu in)
- Celková činná plocha pístů: 339.292 sq in (2188,969 cm²)
- Délka: 2057 mm
- Šířka: 749 mm
- Výška: 1168 mm
- Kompresní poměr: 6,00
- Hmotnost suchého motoru (tj. bez provozních náplní): 898 kg
- Měrný výkon (poměr výkon÷plocha pístů): 5.997 hp/sq in (0,693 kW/cm²)
- Poměr hmotnost÷výkon: 0.973 lb/hp (0,592 kg/kW)

### Součásti
- Rozvod: OHC (Dva sací ventily a dva sodíkem chlazené výfukové ventily na jeden válec.)
- Kompresor: Dvoustupňový dvourychlostní odstředivý, s mezichladičem palivové směsi.
- Karburátor: 9T-40-I
- Reduktor: Jednostupňový, čelními ozubenými koly.

### Maximální výkon
- MS[nb 1]Gear: 2035 hp (1517,5  kW) v nominální výšce 7,000 ft (2134 m) při 2750 ot./min, plnicí tlak 2254 hPa
- FS Gear: 1820 hp (1357,1 kW) v nominální výšce 21,000 ft (6401 m) při 2750 ot./min, plnicí tlak 2254 hPa